# هاریکا دروناوالی
هاریکا دروناوالی (انگلیسی: Harika Dronavalli؛ زادهٔ ۱۲ ژانویهٔ ۱۹۹۱) استادبزرگ شطرنج اهل هند و دارندهٔ سه مدال برنز از مسابقات شطرنج زنان قهرمانی جهان در سالهای ۲۰۱۲، ۲۰۱۵ و ۲۰۱۷ است.